# Азот
 Тази статия е за химичния елемент.  За областта в Северна Македония вижте Азот (област).  За града в Израел вижте Ашдод.
Азотът е химичен елемент с атомен номер 7 и означение N. Намира се в 15 (5A) група, втори период на периодичната система и при обикновени условия е двуатомен газ с атомна маса 14,00674. Той е най-лекият елемент в азотната група и при стайна температура е прозрачен газ без миризма. Азотът е често срещан във Вселената елемент – според оценките на около седмо място по общо количество в Млечния път и Слънчевата система. На Земята на азота се падат около 77% от атмосферата и е най-изобилният несвързан химичен елемент. Азотът е открит като отделим компонент на въздуха от шотландския лекар Даниъл Ръдърфорд през 1772 година, ученик на Джозеф Блек, който го описал като веществото, което съставя онази част от въздуха, която не гори и не поддържа горенето. Почти по същото време азот е бил получен и от шведския химик Карл Шелле, а също и от английските химици Джордж Пристли и Хенри Кавендиш. През 1776 г. френският химик Антоан Лоран Лавоазие подробно изучавайки тази „отровна“, „лоша“ част от въздуха установил, че това е просто вещество, като другата част от въздуха е кислородът. Една година по-късно той дал първоначалното му име – „безжизнен“, от гръцките думи „а“ – отрицание и „зоос“ – живот. Латинското название на азота „нитрогениум“ и символ N са въведени от французина Жан-Антоан Шаптал през 1790 г., което означава „раждащ селитра“, за да се покаже присъствието му в селитрата (калиев нитрат KNO3).
Азотът образува множество стопански значими химични съединения, като амоняк, азотна киселина, органични нитрати (взривни вещества) и цианиди. Изключително здравата връзка между атомите на чистия азот (N≡N), с енергия на термична дисоциация 941 kJ/mol. е определяща за химичните свойства на азота. Тя затруднява биологичното и промишлено преобразуване на N2 в полезни съединения, но в същото време при тяхното горене, взривяване или разпадане се отделя голямо количество енергия, която може да бъде използвана.
Извън основната им употреба като торове и източник на енергия, азотните съединения имат и много други приложения. Азотът е част от разнородни материали – от кевларни тъкани до цианоакрилатни лепила. Той присъства в молекулите на всички основни фармакологични категории, включително антибиотиците. Много лекарства наподобяват естествени азотсъдържащи сигнални молекули – например, органичните нитрати нитроглицерин и нитропрусид контролират кръвното налягане, като се метаболизират до естествен азотен оксид. Всички растителни алкалоиди (често действащи като защитни химикали) съдържат азот, поради което много известни азотсъдържащи продукти, като кофеин и морфин са или алкалоиди, или синтетични аналози, действащи по подобен начин на рецепторите на животинските невротрансмитери.
Азотът присъства във всички организми, най-вече в аминокиселините (и съответно в белтъците) и в нуклеиновите киселини (ДНК и РНК). Около 7% от масата на човешкото тяло е формирана от азот – той е четвъртият най-изобилен елемент в тялото след кислорода, въглерода и водорода.

## Разпространение
Азотът се намира в свободно място в атмосферата и е 78% от въздуха. Той е най-разпространеният елемент в свободно състояние. В някои вулканични местности той се среща като амоняк. Негови минерали са Ca(NO3)2 (норвежка селитра), KNO3 (индиийска селитра) и NaNO3 (чилска селитра). Калиевият нитрат сесреща в много малко количество в някои сухи райони на Индия, Боливия, Италия и Русия. В много по-големи количества се среща NaNO3 – главно по източното крайбрежие в серено Чили. Числската селитра има органичен произход и до откриването на синтеза на амоняка тя се използва като изкуствен тор в селското стопанстно.
Азотът е биогенен елемент в живите организми.

## История и наименование
Съединения на азота са добре познати още през Средновековието. Алхимиците наричат азотната киселина aqua fortis („силна вода“), а сместа от азотна и солна киселина е наричана aqua regia („царска вода“), известна със свойството си да разтваря дори златото. Ранните практически приложения на азота включват използването на селитра, главно в барута, а по-късно и за наторяване.
Азотът е открит през 1772 година от шотландския лекар Даниъл Ръдърфорд, който му дава името „нездрав газ“. Макар че не го разпознава като напълно различно химично вещество, той ясно го разграничава от „устойчивия въздух“. Фактът, че съществува компонент на въздуха, който не поддържа горенето, е ясен за Ръдърфорд. По същото време азотът е изследван от Карл Вилхелм Шееле, Хенри Кавендиш и Джоузеф Пристли, които го наричат „изгорял въздух“ или „флогистиран въздух“.
Наименованието „азот“ (от гръцки: ἄζωτος, „безжизнен“) е дадено от Антоан Лавоазие, тъй като в него, освен че горенето се прекратява, и животните се задушават. Жан-Антоан Шаптал нарича газа „nitrogène“ – име, което се използва в много езици, като английския и испанския, и участва в имената на различни азотни съединения, като нитратите и нитритите.
През 1910 година Джон Уилям Стрът открива, че електрически разряд в азотния газ създава „активен азот“ – едноатомна алотропна форма на азота. „Въртящият се облак от блестяща жълта светлина“, създаден от него, реагира с живака, образувайки взривоопасния живачен нитрид.
Дълго време източниците на азотни съединения са ограничени. Естествените източници са или биологични, или отложения на нитрати, създадени от атмосферни реакции. Промишлените технологии за азотна фиксация, като процеса на Франк-Каро и процеса на Хабер-Бош, разрешават този проблем, като днес половината от световното производство на храни разчита на синтетични азотни торове. Същевременно процесът на Оствалд за производство на нитрати дава възможност за масовото производство на нитратни експлозиви по време на двете световни войни през XX век.

## Получаване
Азотът е технически газ, произвеждан чрез фракционна дестилация на втечнен въздух или по механичен път от газообразен въздух. Използваният в стопанството азот често е страничен продукт от производството на кислород за металургията или за други нужди. Той обикновено се доставя под налягане в стоманени цилиндрични бутилки и често се нарича безкислороден азот.
В лабораторни условия азотът се получава чрез реакция на концентрирани водни разтвори на амониев хлорид и натриев нитрит:
{\displaystyle {\ce {NH4Cl_{(aq)}{}+ NaNO2_{(aq)}{}-> N2_{(g)}{}+ NaCl_{(aq)}{}+ 2 H2O_{(l)}}}}
При тази реакция се получават и малки количества NO и HNO3. Те могат да се отстранят чрез преминаване на газа през воден разтвор на солна киселина, съдържащ калиев дихромат.
Друга реакция за лабораторно получаване на азота е чрез оксиляване на амоняк със силен окислител. Реакцията се извършва във воден разтвор:
{\displaystyle {\ce {8NH3 + 3Br2 -> 6NH4Br + N2}}}.
Окисляването на амоняка може да стане и като се прекара през нажежен меден оксид:
{\displaystyle {\ce {2NH3 + 3CuO -> N2 + 3Cu + 3H2O}}}.
Техничски азотът се получава при втачняване на въздуха. От течинят въздух най-напред се изпарява азотът поради по-ниската температура на кипене от кислорода. Очистването му става, като се прекара сместа над нажежени медни стърготини. Възможно е очистването да стане и като сместа се прекара през разтвор на пирогликол C6H3(OH)3, който лесно се окислява. Така полученият азот съдържа аргон и други благородни газове, които не пречат за създаване на инертна среда вхимически и други производства. Очистването на азота от тези газове става чрез адсорбцията им върху активен въглен. Методът за получаване на азот чрез втечняване на въздух е следваща дестилация е скъп. Затова се търсят и други методи – например чрез молекулни сита се разделят молекурите на азота от тези на кислорода.
Спектарлно чист азот може да се получи чрез топлинно разграждане на бариев или натриев азид при 275°С:
{\displaystyle {\ce {2 NaN3 -> 2 Na + 3 N2}}}

## Физични свойства
Азотът е безцветен газ, без вкус и миризма. Течният азот също е безцветен. Той се държи в открити съдове. Поради неполярният характер на молекулата, азотът се разтваря слабо в полярни разтворители, като разтворимостта му се повишава с увеличаване на налягането.
При атмосферно налягане молекулният азот (14N2) кондензира при температура 77 K (−195,79°C) и замръзва при 63 K (−210,01°C), образувайки кристална алотропна форма с хексагонална решетка, а под 35,4 K (−237,6°C) азотът се трансформира в кубична алотропна форма. Течният азот се получава, като първоначално се втечнява въздуха и тъй като температурата на втечняване на кислорода е -195,79°C, то след изпарението му остава азотът. Течният азот външно наподобява водата, но има само 80,8% от нейната плътност (плътността на течния азот при точката на кипене е 0,808 g/mL) и относително тегло от 0,807 g/mol, е често използван криоген.
Двата атома в молекулата на азота са свързани с много здрава тройна връзка, с висока температура на термична дисоциация – 941 kJ/mol. Това е най-стабилната от всички известни двуатомни молекули. При нормално налягане и температура от около 3000°C се дисоциират едва 0,1% от азотните молекули, тъй като енергията на връзката N≡N е 6 пъти по-голяма от единичната връзка N-N.
Молекулният азот е до голяма степен прозрачен за инфрачервената и видимата светлина, тъй като молекулата му е хомонуклеарна и няма диполен момент, съчетаващ се с електромагнитното излъчване в тези честоти. Значителна абсорбция се наблюдава при високочестотните ултравиолетови лъчи с дължина на вълната над 100 нанометра. Това се свързва с електронния преход в молекулата към състояния, в които зарядът не е разпределен равномерно между азотните атоми. Азотната абсорбция води до значително поглъщане на ултравиолетово излъчване в атмосферата на Земята. По същата причина молекулният азотен лазер излъчва в ултравиолетовия спектър.

### Изотопи
Азотът има два естествени устойчиви изотопа: 14N и 15N. В природата 14N е много по-разпространен (99,634%), тъй като се образува в големи количества в звездите при въглерод-азот-кислородния цикъл на нуклеосинтеза.15N (0,366%) е образуван при термоядрения синтез на водорода. Сред десетте изкуствено синтезирани изотопа на азота (с масови числа от A=10 до A=23),13N има период на полуразпад 9,965 минути – чрез електронен захват, а останалите са с периоди на полуразпад от порядъка на секунди или по-малко. Първата ядрена реакция, експериментално създадена от човека, и осъществена от Ърнест Ръдърфорд през 1919 г., включва превръщането на азот при бомбардирането му с алфа-частици в кислород:
{\displaystyle {\ce {^14N + ^4He -> ^17O + ^1H}}}
В земната атмосфера само 0,73% от молекулния азот е от изотопа 14N15N, а почти всичко останало е 14N2. Биохимичните процеси, като асимилация, нитрификация и денитрификация, силно влияят на динамиката на азота в почвата. Те обикновено водят до обогатяване на субстрата с 15N за сметка на обедняване на продукта.
Радиоактивният изотоп 16N е основен радионуклид в охлаждащите вещества на много съвременни ядрени реактори при тяхното нормално функциониране. Той се получава при ядрена реакция на 16O във вода. 16N има кратък период на полуразпад, около 7,1 s, но при разпадането му обратно до 16O излъчва високоенергийна гама радиация (5 до 7 MeV). По тази причина първият контур на реакторите с вода под налягане е недостъпен по време на работа. 16N е основно средства за незабавно идентифициране на дори минимални течове от първия във втория контур. По същата причина е недостъпен и парният цикъл на кипящите реактори, в които кондензатът от кондензатора обикновено се задържа за 10 минути, за да се даде възможност за разпадане на 16N.

### Алотропни форми
В лабораторни условия са получавани и неустойчиви алотропни форми на азота с повече от два азотни атома – N3 и N4. При изключително високо налягане (110 000 MPa) и висока температура (2000 K), каквито се получават чрез диамантена наковалня, азотът полимеризира в кубична кристална решетка. Тя е подобна на тази на диаманта, като и двете имат много здрави ковалентни връзки, поради което N4 понякога е наричан „азотен диамант“.
Други хипотетични, но все още несинтезирани алотропни форми на азота са N6 (аналог на бензена) и N8 (аналог на кубана). За първата от тях се очаква да бъде силно неустойчива, а втората трябва да е кинетично устойчива, заради орбиталната симетрия.
През май 2020 г. е потвърдена нова алотропна форма на азота, получена след лазерно нагряване и налягане от 140 GPa в диамантена наковалня – азот, чиято структура е същата като на черния фосфор (bp-N).

## Химични свойства
Азотът е неметал с електроотрицателност 3,04. Атомът му има пет електрона в своя външен слой и е от трета валентност в повечето съединения. В двуатомната неполярна молекула на азота – N2 – атомите са свързани с много здрава тройна ковалентна химична връзка, а свободните атоми азот имат голяма химична активност.
От гледна точка на теорията за молекулните орбитали, инертността на азотната молекула се обяснява с това, че тройната връзка в молеклата се осъществява от електронии връзки на три свързващи молекулни орбитали – 1σ и 2π. Няма електрони на антисвързащи молекулни орбитали, които да намалят ефекта на свързването. Нямо друга друатомна молекула, в която химичната връзка да се осъществява по този начин. Самата друатомна молекула на азота е индивидуална за елементите от VA група. Молекулите на фосфора, арсена и антимона са 4-атомни във вид на тетраедри – P4, As4, Sb4. За слабата активност на азотната молекула имат значение и димагнитният и неполярният характер на молекулата. Изоелектронните аналози на молекулата CO, CN-, NO+ са много по-реакциоспособни.
Като цяло азотът е нереактивен при стандартни температура и налягане. N2 реагира спонтанно с малко реагенти, като е устойчив на киселини и основи, както и на оксиданти и повечето редуктори. Само с някои активни метали – литий и цезий, азотът взаимодейства при невисоки температури. С повечето елементи азотът, ако реагира, то е само при високи температури, а в някои случаи е необходимо използването на катализатори. Трудното преобразуване на N2 в други съединения и необходимостта от изразходване на много енергия за превръщане на азотните съединения до N2, са решаващи за ролята на азота както в природата, така и в техниката.
Поради голямата стабилност на азотната молекула и високата енергия на атомизация почти всички съединения на азота са ендотермични и термично нестабилни. Малка част са екзотермични съединения с много малка отрицателна стойност на енталпията на образуване.
В съединенията си азотът проявява степен на окисление от -3 (в NH3) до +5 (в N2O5). Но в основно състояние атомът на азота има три несдвоени електрона (p3), които определят истинската му валентност – трета.
Азотът реагира при обикновена температура само с чистия литий, образувайки литиев нитрид:
{\displaystyle {\ce {6Li + N2 ->[t] 2Li3N}}}.
Магнезият също гори в азот, образувайки магнезиев нитрид:
{\displaystyle {\ce {3 Mg + N2 -> Mg3N2}}}.
При по-висока температура азотът се свързва с другите алкални метали и с d- и f-елементите, образувайки нитриди. Азотът реагира с кислорода при температура на електрична искра, а с въглерода – при температура на волтова дъга, при което ес получава дициан (CN)2. С водорода азотът се съединява при сравнително висока температура, повишено налягане и катализатор.
Поради интензивните опити за изкуствено синтезиране на азотните съединения от 19 век насам, заради „азотния глад“ на световното население, немските изследователи А. Франк и И. Каро откриват и патентоват метод за фиксация на азота. Те открили, че при нагрявате азотът се свързва с калциев карбид до калциев дицианид:
{\displaystyle {\ce {CaC2 + N2 ->[t] Ca(CN)2}}}

## Химични съединения

### Неорганични съединения

#### Нитриди
Азотът дава бинарни съединения при висока температура с почти всички елементи, с изключение на благородните газове. Съединенията на елементите с по-малка електроотрицателност от тази на азота и се наричат нитриди. Те се делят в три групи – с предимно йонна връзка, ковалентни нитриди и междинни (метални) нитриди. Всички нитриди се получават главно чрез взаимодействието на металите с азот или чрез термична дисоциация на метални амиди.
- В първата група спадат Li3N, M3IIN2 (MII = Be, Mg, Са, Sr, Ba). Няма сигурни данни за получаването на Na3N, а останалите алкални метали не образуват нитриди. Тук са включени също и M3IN (MI = Cu(I), Ag) и M3IIN2 (MII = Zn, Cd, Hg), макар че при тях йонната връзка е застъпена по-слабо. При K, Na, Ag и други метали са познати и азиди. При тях химичната връзка не е йонна, а те имат по-сложна структура. Тези нитриди са химически активни и реагират с вода до съответния хидроксид и амоняк.[2]
- Към втората група нитриди спадат бинарните съединения MIIIN (MIII = B, Al, Ga, In, Ti), Si3N4, Ge3N4, P3N5, As4N4 и други. Те имат разнообразни свойства. Нитридите на бора, алуминия, силиция и германия са твърди полимерни вещества с високи температури на топене. Някои от тях са полупроводници.[2]
- Към третата група спадат нитридите на d-елементите, повечето от които имат прост състав M2N. Всички са екзотермични съединения, и едни от най-стабилните познати съединения.

| Метал          | Ti   | Zr   | Hf   | V    | Nb   | Ta   |
| Tт             | 1668 | 1855 | 2220 | 1900 | 2470 | 3015 |
| Метален нитрид | TiN  | ZrN  | HfN  | VN   | NbN  | TaN  |
| Tт             | 3220 | 2950 | 2982 | 2050 | 2573 | 3090 |

Нитридите на преходните метали са непрозрачни, електро- и топропроводими и по външен вид приличат на съответните метали. Притежават термична стабилност, висока твърдост и химическа инертност. Използват се като огнеупорни материали за направата на съдове в металургията и химическата промишленост. Някои от тях, като железния нитрид, са катализатори.

#### Хидриди
Амонякът (NH3) е безцветен газ с остра миризма. Намира се в незначителни количества във въздуха, доказан е спектрално в големи количества в атмосферите на Юпитер и Сатурн. Дразни очите и дихателните пътища. По-лек е от въздуха. Лабораторно се получава при хидролиза на негови съединения. Технически амонякът се получава при синтез на Хабер–Бош от азот и водород. Течният амоняк има малка плътност (0,68 g/см3), малък визкозитет и не провежда електричен ток. Той има и сравнително голяма диелектрична константа и голяма изпарителна топлина. Всички тези свойства на амоняка са аналогични на свойствата на водата и се обстнява с ковалентния характер на връзката в молекулата на амоняка. Дисоциационната константа на течния амоняк е много малка (K = 10-33) и може да се приеме, че не търпи дисоциране:
{\displaystyle {\ce {(NH3)2 -> NH4^+ + NH2^-}}}.
Амонякът има основни свойства. При разтваряне във вода амонякът остава непроменен, а само малка част влиза във взаимодействие:
{\displaystyle {\ce {NH3.H2O <=> NH4^+ + OH^-}}}.
Във водния разтвор няма молекули NH4OH. Такова съединение не съществува. Амониевият йон (NH+
4) има тетраедична структура. Образува комплекси с йоните на преходните метали:
{\displaystyle {\ce {ZnCl2 + 4NH3 -> [Zn(NH3)4]Cl2}}}.

### Комплекси съединения
N2 образува различни адукти с преходните метали. Първият получен диазотен комплекс е [Ru(NH3)5(N2)]2+, но азотът в него е изолиран чрез декомпозиция на хидразин, а не чрез координиране на свободен азот. Днес са познати многобройни подобни съединения, сред които IrCl(N2)(PPh3)2, W(N2)2(Ph2PCH2CH2PPh2)2 и [(η5-C5Me4H)2Zr]2(μ2, η2,η2-N2). Тези комплекси показват как N2 може да бъде свързан с метали при нитрогеназа или с катализатор при процеса на Хабер-Бош. През 2005 година е описан процес за редуциране на N2 до амоняк с използване на молибденов комплекс в присъствието на източник на протони.
Начална точка на промишленото производство на азотни съединения е процесът на Хабер-Бош, при който азотът се фиксира чрез реакция на N2 и H2 с катализатор Fe3O4 при температура около 500°C и налягане 200 атмосфери. Биологичната фиксация на азот при цианобактериите и в корените на растенията също образува амоняк от молекулен азот. Реакцията, която създава повечето азот в биосферата, е катализирана от ензимния комплекс нитрогеназа, който съдържа железни и молибденови атоми, и използва енергия от хидролиза на аденозиндифосфат и неорганични фосфати.

## Азотът в природата

### Разпространение
Извън пределите на Земята азот е открит в метеоритите, газовите мъглявини, слънчевата атмосфера, на Уран, Нептун, в междузвездното пространство и др. Азотът е четвъртият по разпространение елемент в Слънчевата система (след водорода, хелия и кислорода).
Азотът във вид на двуатомни молекули N2 – по-голямата част от азота в свободно състояние, съставлява по-голямата част от атмосферата на Земята, като съдържанието му е 75,6 % (по маса) или 78,084 % (по обем), тоест около 3,87х1015 тона.
Съдържанието на азот в земната кора, по различни данни се оценява на от 0,7х1015 до 1,5х1015 т (при което в хумуса е от порядъка на 6х1015 т, а в мантията на Земята – 1,3х1016 т. Такова съотношение на масите навежда на предположението, че главен източник на азот е горната част на мантията, откъдето той постъпва в другите обвивки на Земята с изригването на вулканите. Второстепенен източник на азот в земната кора са минералите. Заема 2,5х10-2% по маса и е на около 31-во място по разпространение сред елементите.
Масата на разтворения в хидросферата азот се оценява на около 2х1013 т, като се отчита, че едновременно протичат процеси на разтваряне на атмосферния азот във водата и отделянето му в атмосферата. Към това количество се прибавят около 7х1011 т азот, който се съдържа в хидросферата във вид на съединения.

### Кръговрат на азота в природата
Фиксирането на атмосферния азот протича по две основни направления – абиогенно и биогенно. Първият път включва предимно реакции на азота с кислород. Тъй като азотът е доста инертен химически, за окислението е необходимо голямо количество енергия (високи температури). Тези условия се постигат при разрядите на мълнии, когато температурата достига 25 000 °C и повече. При това се образуват различни азотни оксиди. Съществува също така и вероятност, че абиогенната фиксация протича в резултат на фотокаталитични реакции на повърхността на полупроводници или диелектрици (пустинните пясъци).
Основната част на молекулярния азот обаче (около 1,4х1011 т/годишно) се фиксира по биогенен път – азотиране. Дълго време се е считало, че молекулярният азот може да се свързва само от малко видове микроорганизми (макар и широко разпространени по повърхността на Земята): бактерии Azotobacter и Clostridium, бактерии на бобовите растения Rhizobium, цианобактерии Anabaena, Nostoc и др. Днес е известно, че тази способност притежават и много други организми, обитаващи водата и почвата, например актиномицетите в грудките на елшата и други дървета (общо 160 вида дървета). Всички те превръщат молекулярния азот в съединения на амоняка (NH4+). Този процес изисква значителен приток на енергия (за фиксирането на 1 грам атмосферен азот бактериите в грудките на бобовите изразходват от порядъка на 167,5 килоджаула, тоест трябва да окислят около 10 грама глюкоза). По този начин е видна взаимната изгода от симбиозата на растенията и азотофиксиращите бактерии – първите предоставят на вторите „място за живеене“ и ги снабдяват с „гориво“, получено в резултат на фотосинтезата – глюкоза, а вторите осигуряват необходимия на растенията азот във форма, подходяща за усвояване.
Азотът във вид на амоняк и неговите съединения, получаващи се в процесите на биогенното азотиране, се окислява бързо до нитрати и нитрити. Последните, когато не се свързват в растенията и по-нататък по хранителната верига в тревоядните и хищниците, се отделят в почвата, но не се задържат дълго в нея, тъй като са разтворими, измиват се от водата и в крайна сметка попадат в Световния океан (този поток се оценява на в 2,5—8х107 т/годишно).
Азотът, който е включен в тъканите на растенията и животните, след тяхната гибел се разлага с отделяне на амоняк, амониеви йони и атомен азот и неговите оксиди. Тези процеси протичат изцяло благодарение на дейността на микроорганизмите в аеробни и анаеробни условия.
При липсата на човешка дейност процесите на свързване на азота практически се уравновесяват с процесите на неговото отделяне. Част от азота постъпва в атмосферата от мантията при изригване на вулканите, част се фиксира здраво в почвата и глинестите минерали а от горните слоеве на атмосферата известна част от азота изтича в междупланетното пространство.

## Приложение
Азотът се използва за получаване на амоняк, на азотна киселина, на азотни торове и на взривни вещества. Приложение намира и при охлаждане. Може да се използва при лазерно рязане на дърво за охлаждане и да се предотврати запалване.

## Биологична роля
Азотът е елемент, необходим за съществуването на животните и растенията, той влиза в състава на белтъците (16 – 18 % по маса), аминокиселините, нуклеиновите киселини, хлорофила, хемоглобина и др. В живите клетки азотът е около 2% по броя на атомите, а по маса – около 2,5 % (четвърто място след водорода, въглерода и кислорода). Вследствие на това значително количество свързан азот се съдържа в живите организми, мъртвата органична материя и дисперсното вещество в моретата и океаните. Това количество се оценява примерно 1,9х1011 т. В резултат на процесите на гниене и разложение на азотсъдържаща органична материя, при благоприятни условия могат да се образуват природни залежи на полезни изкопаеми, съдържащи азот, например чилийска селитра (NaNO3), обикновена (индийска) селитра (KNO3), норвежка селитра и др.

## Любопитни факти
- Азотът образува нитриди и с някои неметали, например сярата. През 70-те години на миналия век (1975 г.) химици от Пенсилванския университет успели да получат високо молекулно съединение от нитрид, което притежава свойствата на метал. Той е ковък и слабо провежда електрически ток.
- Учени успели за повече от година да запазят в среда от течен азот при температура -197 °C извадени зъби. При това зъбната тъкан се запазва. След това при размразяване зъбите могат да се имплантират (присадят) и да продължат да изпълняват функциите си.
- При температура -197 °C в среда от течен азот химичният елемент берилий придобива 3,5 пъти по-голяма специфична електропроводимост от медта.